# Jacques Dorfmann (producteur)
 (avril 2019).
Si vous disposez d'ouvrages ou d'articles de référence ou si vous connaissez des sites web de qualité traitant du thème abordé ici, merci de compléter l'article en donnant les références utiles à sa vérifiabilité et en les liant à la section « Notes et références ».
Pour les articles homonymes, voir Jacques Dorfmann et Dorfmann.
Jacques Dorfmann, né le 2 décembre 1945 à Toulouse, est un producteur de cinéma, scénariste et réalisateur français.

## Biographie
Après avoir produit deux films de Jean-Pierre Melville (L'Armée des Ombres en 1969, et Le Cercle rouge en 1970, en collaboration avec son père), il commence en 1971 une collaboration avec Jean-Pierre Mocky, pour le film L'Albatros, co-produit avec son frère Frédéric Dorfmann ; puis, en 1978, Le Témoin, et enfin en 1982, Y a-t-il un Français dans la salle ?
En 1981, il connaît un succès mondial avec La Guerre du feu, un récit préhistorique réalisé par Jean-Jacques Annaud et dont Dorfmann est un des producteurs.
Au cours de la décennie 1980, Dorfmann, tout en continuant à être actif en tant que producteur, devient également metteur en scène. C'est en 1987 que sort son premier film en tant que réalisateur, Le Palanquin des larmes, une coproduction franco-chinoise avec Tu Huai Qing et Jiang Wen, adaptant le récit autobiographique de la pianiste Chow Ching Lie. En 1992, il réalise Agaguk, adaptation du roman d'Yves Thériault tourné dans le grand nord canadien avec Toshiro Mifune et Donald Sutherland. 
En 2001, Dorfmann produit, scénarise et réalise Vercingétorix : La Légende du druide roi, un des rares films abordant la vie du chef gaulois. Le film est particulièrement mal reçu par la critique et connait un échec commercial. 

### Vie privée
Jacques Dorfmann est le fils du producteur Robert Dorfmann, et le père de la productrice Marine Dorfmann, et du réalisateur et producteur Anthony Dorfmann.

## Filmographie

### Comme producteur
- 1964 : Patate de Robert Thomas
- 1968 : Un Eté Américain, documentaire de Henry Chapier
- 1968 : Le Voleur de Crimes, de Nadine Trintignant
- 1969 : L'Armée des ombres de Jean-Pierre Melville
- 1970 : Le Cercle rouge de Jean-Pierre Melville
- 1971 : L'Albatros de Jean-Pierre Mocky
- 1972 : Tout le monde il est beau, tout le monde il est gentil de Jean Yanne
- 1972 : Tout va bien de Jean-Luc Godard
- 1972 : Nous ne vieillirons pas ensemble de Maurice Pialat
- 1973 : Traitement de choc d'Alain Jessua
- 1973 : Na ! de Jacques Martin
- 1974 : Juliette et Juliette de Remo Forlani
- 1974 : Le Trio infernal de Francis Girod
- 1974 : Les Seins de glace de Georges Lautner
- 1975 : Souvenirs d'en France d'André Téchiné
- 1975 : Sept Morts sur ordonnance de Jacques Rouffio
- 1975 : La adúltera de Roberto Bodegas
- 1976 : Le grand fanfaron de Philippe Clair
- 1976 : La Faille (Der Dritte Grad) de Peter Fleischmann
- 1977 : Le Dernier Baiser de Dolorès Grassian
- 1978 : Et vive la liberté ! de Serge Korber
- 1978 : Le Témoin de Jean-Pierre Mocky
- 1978 : Prisonnier de Mao de Véra Belmont
- 1979 : C'est dingue, mais on y va... ! de Michel Gérard
- 1979 : Bobo Jacco de Walter Bal
- 1980 : Contes pervers de Régine Deforges
- 1980 : Les Charlots contre Dracula de Jean-Pierre Desagnat et Jean-Pierre Vergne
- 1981 : La Guerre du feu de Jean-Jacques Annaud
- 1982 : Une glace avec deux boules de Christian Lara
- 1982 : Y a-t-il un Français dans la salle ? de Jean-Pierre Mocky
- 1982 : Family Rock de José Pinheiro
- 1983 : Le Faucon de Paul Boujenah
- 1983 : Les Mots pour le dire de José Pinheiro
- 1986 : L'araignée de satin de Jacques Baratier
- 1988 : Le Palanquin des larmes de Jacques Dorfmann
- 1990 : Docteur Norman Bethune (Bethune: The Making of a Hero) de Phillip Borsos
- 1991 : Robinson et compagnie de Jacques Colomba
- 1992 : Agaguk
- 1993 : Les Veufs de Max Fischer
- 1994 : Louis 19, le roi des ondes de Michel Poulette
- 1994 : Le Vent du Wyoming d'André Forcier
- 1998 : Sucre amer de Christian Lara
- 1999 : Cinq minutes de détente de Tomas Romero
- 2001 : Vercingétorix, la légende du druide roi

### Comme scénariste
- 1979 : Une langouste au petit-déjeuner (Aragosta a colazione) de Giorgio Capitani
- 1986 : L'Unique de Jérôme Diamant-Berger
- 1987 : Le Palanquin des larmes
- 1992 : Agaguk
- 2001 : Vercingétorix : La Légende du druide roi

### Comme réalisateur
- 1987 : Le Palanquin des larmes
- 1992 : Agaguk
- 2001 : Vercingétorix : La Légende du druide roi

### Comme acteur
- 1968 : Le Grand Silence (Il Grande Silenzio) de Sergio Corbucci
- 1968 : Mayerling de Terence Young : Un étudiant
- 1983 : Le Faucon de Paul Boujenah : Le frère de Gus

## Distinctions

### Récompenses
- César du meilleur film 1981 pour La Guerre du Feu (producteur)